# Tito Aurélio Fulvo, o Jovem
Tito Aurélio Fulvo (em latim: Titus Aurelius Fulvus), dito o Jovem (em latim: Minor) para diferenciá-lo de seu pai, foi um político romano da gente Aurélia eleito cônsul em 89 com Marco Asínio Atratino. É famoso principalmente por ter sido o pai biológico do imperador Antonino Pio.

## História
O pai de Fulvo, Tito Aurélio Fulvo, o Velho, foi um aliado do então pretendente ao trono Vespasiano no Ano dos quatro imperadores (69) e cônsul por duas vezes. Não se sabe o nome da mãe de Fulvo, mas supõem-se que era Plauta Júlia Lupa, a filha única de  Caio Rubélio Plauto. Fulvo foi descrito na História Augusta como "um homem sério e direito". Ele se casou com Árria Fadila, filha do cônsul Cneu Árrio Antonino e amigo do historiador Plínio, o Jovem, e com ela teve um único filho, Tito Aurélio Fulvo Boiônio Árrio Antonino Pio, conhecido mais tarde apenas como Antonino Pio, nascido em Lanúvio em 19 de setembro de 86. Antonino Pio foi criado na casa de seu avô materno.